# Arnulf Lüchinger

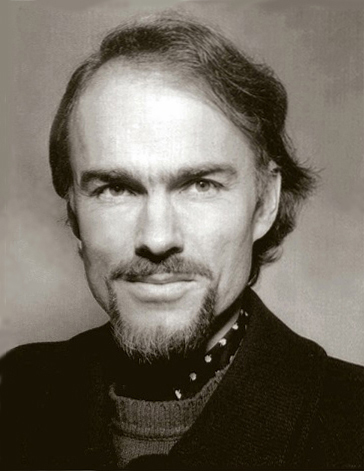
Arnulf Lüchinger (1980)

Arnulf Lüchinger (* 22. Februar 1941 in St. Gallen) ist ein schweizerisch-niederländischer Architekt, Autor und Herausgeber von Architekturpublikationen. Er hat den Strukturalismus in der Architektur als neue Strömung erkannt und international lanciert. Seit 1970 wohnt er mit seiner Familie in Den Haag.

## Leben

### Architekturausbildung
Arnulf Lüchinger besuchte die Abend-Fachhochschule St. Gallen von 1964 bis 1968 und war unter anderem an der Innen-Restaurierung der Barockkathedrale St. Gallen beteiligt, die 1983 ein UNESCO-Welterbe wurde. In der gleichen Kathedrale war schon ein früheres Mitglied seiner Familie beruflich tätig, der Musiker Martin Vogt. Im Jahr 1969 verließ Lüchinger die Schweiz und arbeitete von 1969 bis 1970 im Büro Michael Scott in Dublin, das 1975 mit der RIBA Gold Medal ausgezeichnet wurde. Hier kam er in Kontakt mit der internationalen Architekturszene und lernte das Werk der Niederländer Aldo van Eyck, Herman Hertzberger, Piet Blom und Jacob Bakema kennen. Da seine Partnerin aus den Niederlanden kam, bot sich die Möglichkeit an, ein zweites Architekturstudium an der TU Delft zu folgen und abzuschließen, wo Van Eyck, Hertzberger und Bakema Professoren waren.

### Lancierung der Architekturströmung Strukturalismus
Während der Ausbildung an der TU Delft von 1971 bis 1976 zeigte sich, dass in den Niederlanden eine neue Architekturströmung aufkam. Der Architekturhistoriker Francis Strauven schrieb darüber 2014: „Der niederländische Strukturalismus als Architekturströmung wurde erkannt und international lanciert durch den Schweizer Architekten Arnulf Lüchinger, seit 1974.“ Im Jahr 2009 organisierte Tomas Valena das internationale Symposium „Structuralism Reloaded“ in München, bei dem Lüchinger als Ehrengast eingeladen wurde. Von diesem Symposium erschien 2011 das Buch Structuralism Reloaded mit 47 Artikeln internationaler Autoren, davon ein Artikel von Lüchinger.

### Architekturbüro und Architekturverlag

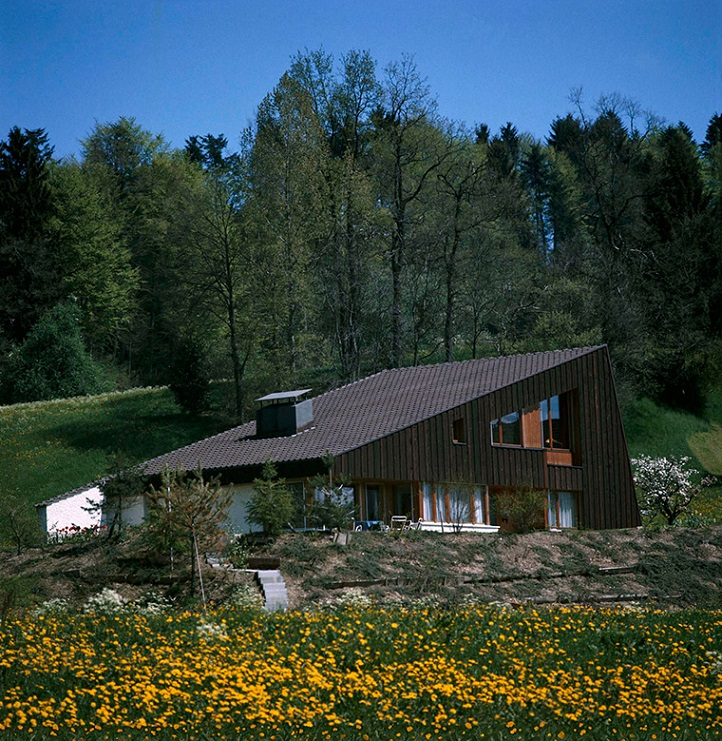
Südseite

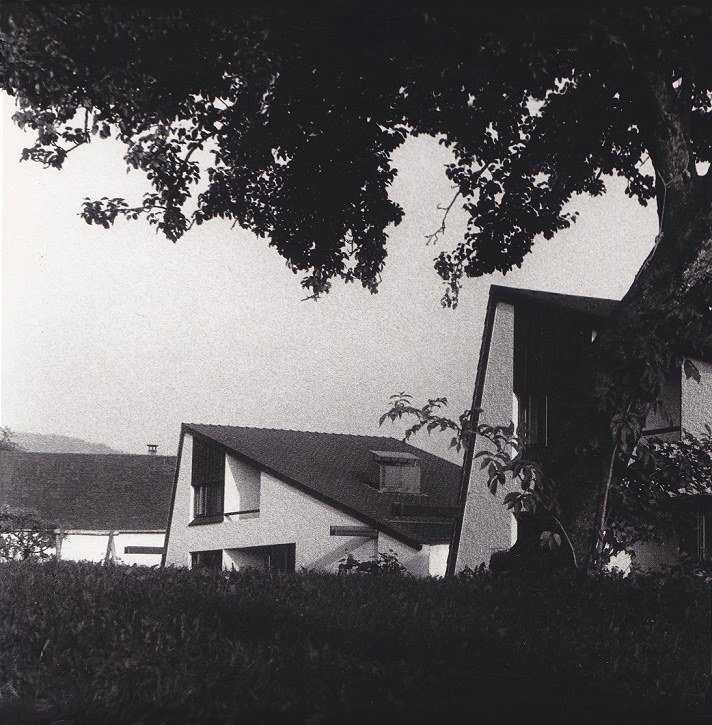
Nordseite

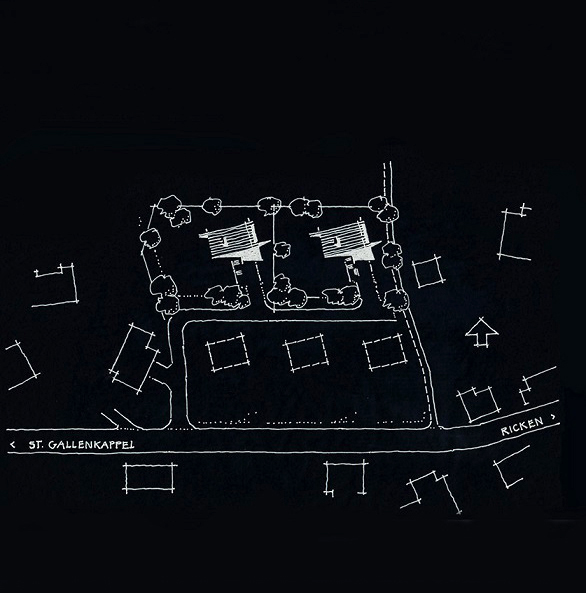
Zwei Einfamilienhäuser in St. Gallenkappel, Situation, 1974

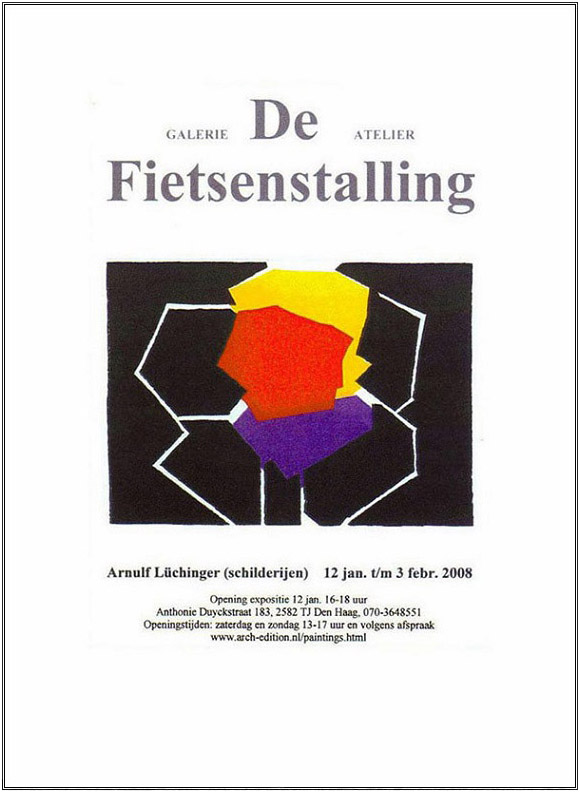
Einzelausstellung nach der KABK-Ausbildung in Den Haag 2008

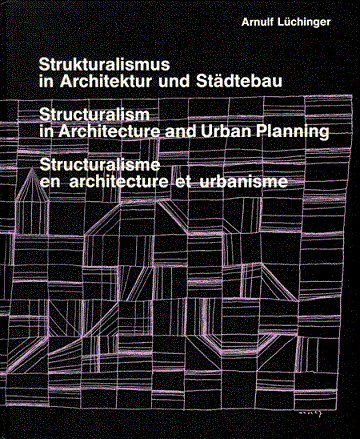
Strukturalismus, internationale Strömung, Buch 1980

Schon während der Ausbildung in Delft und auch danach war Lüchinger freiberuflich tätig in Den Haag, in der Kombination von Architekturbüro und Architekturverlag (Arch-Edition). Von seinen realisierten Bauten erhielten die zwei Wohnhäuser in St. Gallenkappel Publizität in internationalen Zeitschriften, in der deutschsprachigen Zeitschrift B+W 12/1977 und in der japanischen Zeitschrift A+U 2/1979 mit dem Titel „Contemporary Houses of the World“. In den 1990er Jahren arbeitete Lüchinger einige Jahre in der Schweiz, unter anderem als Partner und Entwurfsarchitekt im Büro Werner Künzler in Arbon, mit dem er schon 1965–1969 in St. Gallen zusammengearbeitet hatte.

### Bildende Kunst
Im Vorwort des Buches Strukturalismus in Architektur und Städtebau schrieb Lüchinger (entsprechend der Auffassung eines Architekturkritikers): „Den Weg zur Architekturströmung Strukturalismus fand ich durch das Interesse an der bildenden Kunst: Malerei, Bildhauerei und Architektur. So sind die hier gezeigten Gebäudebeispiele ausgewählt nach künstlerischer Qualität wie auch nach den verwirklichten ideologischen Grundsätzen der neuen Strömung.“ Das Interesse an der bildenden Kunst kommt bei Lüchinger auch darin zum Ausdruck, dass er von 2002 bis 2007 die Abendausbildung der Königlichen Akademie der Bildenden Künste in Den Haag besuchte und erfolgreich abschloss. Danach wurde er eingeladen, 2008 eine Einzelausstellung einzurichten in der Galerie „De Fietsenstalling“ in Den Haag.

## Strukturalismus
Vierzig Jahre nach dem ersten Strukturalismus-Artikel von Lüchinger schrieb Francis Strauven 2014 über den Beitrag von Lüchinger bei der Entstehung der neuen Architekturströmung. Dabei fügte Strauven an, dass der Strukturalismus unter anderen durch Kenneth Frampton in die internationale Literatur aufgenommen wurde. Beim Aufkommen der neuen Strömung war Jürgen Joedicke mitbeteiligt. 1976 gab er Lüchinger den Auftrag, ein Buch über den Strukturalismus zu schreiben, nachdem die Strukturalismus-Themanummer B+W 1/1976 in der Fachwelt gut aufgenommen worden war. – In Bezug auf die Benamung der neuen Strömung ist anzumerken, dass schon vor 1974 verschiedene Begriffe existierten, jedoch nur vereinzelt und ohne Hinweis auf eine internationale Architekturbewegung. Die neuen Begriffe wurden in den folgenden Sprachen publiziert: deutsch 1958, italienisch 1959, französisch 1964, niederländisch 1969, englisch 1970, etc.

### Publikationen (Auswahl)
- 1974 - Artikel: „Strukturalismus“, in Bauen+Wohnen 5/1974, Seite 209–212, Zürich-München. Über die Architektur von Herman Hertzberger (Wettbewerbsprojekte Rathaus Valkenswaard und Rathaus Amsterdam, Bürogebäude Centraal Beheer in Apeldoorn). Von der niederländischen Architekturströmung der erste Zeitschriftenartikel mit dem Titel ‚Strukturalismus‘.[6]
- 1976 - Themanummer: „Strukturalismus - Eine neue Strömung in der Architektur“, in Bauen+Wohnen 1/1976, Zürich-München (Gastredakteur für diese Spezialausgabe). Niederländischer Strukturalismus, in der Einleitung auch internationale Beispiele.  Zitate von Herman Hertzberger und Kenzo Tange.[6]
- 1977 - Artikel: „Dutch Structuralism - Contribution to a present-day architecture“, in Architecture and Urbanism 3/1977, Seite 47–66, Tokyo. Artikel in Themanummer über die Architektur von Herman Hertzberger. Toshio Nakamura war Redaktor von Architecture and Urbanism (A+U).
- 1980 - Buch: Strukturalismus in Architektur und Städtebau,[5] 3-sprachig D+E+F, 144 Seiten, Karl Krämer Verlag Stuttgart, 1980. Strukturalismus als internationale Strömung. Band 14 der Dokumente der modernen Architektur. Jürgen Joedicke war Herausgeber der Dokumente und Redaktor von Bauen+Wohnen (B+W).
- 1980 - Artikels: „Herman Hertzberger“, „Piet Blom“, „John Habraken“, in Buch: Muriel Emanuel [ed.], Contemporary Architects I, St. James Press London-Detroit, 1980. In Contemporary Architects III von 1994 kam „Aldo van Eyck“ dazu. Niederländische Architekten des Strukturalismus.
- 1987 - Buch: Herman Hertzberger 1959-1986 - Bauten und Projekte,[5] 3-sprachig D+E+F, 384 Seiten, Arch-Edition Den Haag 1987. Einflussreicher Architekt des Strukturalismus, Werkübersicht der ersten 27 Jahre. Siehe auch Auszeichnung Publikationen.
- 2000 - Buch: 2-Komponenten-Bauweise - Struktur und Zufall, Doppelausgabe mit Die Träger und die Menschen von John Habraken, 112 Seiten, 90 Abb., Arch-Edition Den Haag, 2000.  Partizipation im Wohnungsbau, Teilaspekt des Strukturalismus.
- 2011 - Artikel: „Structuralism in Architecture and Urban Planning - Developments in the Netherlands - Introduction of the Term“, Seite 87–95, in Buch: Tomas Valena u. a. (Hrsg.), Structuralism Reloaded, Edition Axel Menges, Stuttgart-London 2011.[4]

Siehe auch: Strukturalismus mit Interpretationen verschiedener Autoren. Publikationen (Auswahl) von Lüchinger.

## Auszeichnung
- Buch: Herman Hertzberger 1959-86 Gold Medal Award for architectural books and magazines. World Biennale of Architecture 1987, Sofia.

## Videos
- Bart Lootsma Vorlesung „Strukturalismus-2“, Universität Innsbruck, 2015. Bart Lootsma interpretiert den Beitrag Lüchinger (Video Vimeo 14:00–23:00).
- Francis Strauven Vorlesung „Structuralisme“, Universität Twente Enschede, 2014. Zitat: ‚Strukturalismus erkannt und international lanciert durch Lüchinger‘ (Video 04:20–05:00).